# Porte d'Oranienbourg
La porte d'Oranienbourg est une porte de la ville du mur des douanes et d'accise de Berlin. Le terme est encore utilisé aujourd'hui pour désigner l'intersection de la Friedrichstraße/Chausseestraße/Torstraße/Hannoversche Straße avec la station de métro du même nom.

## Position

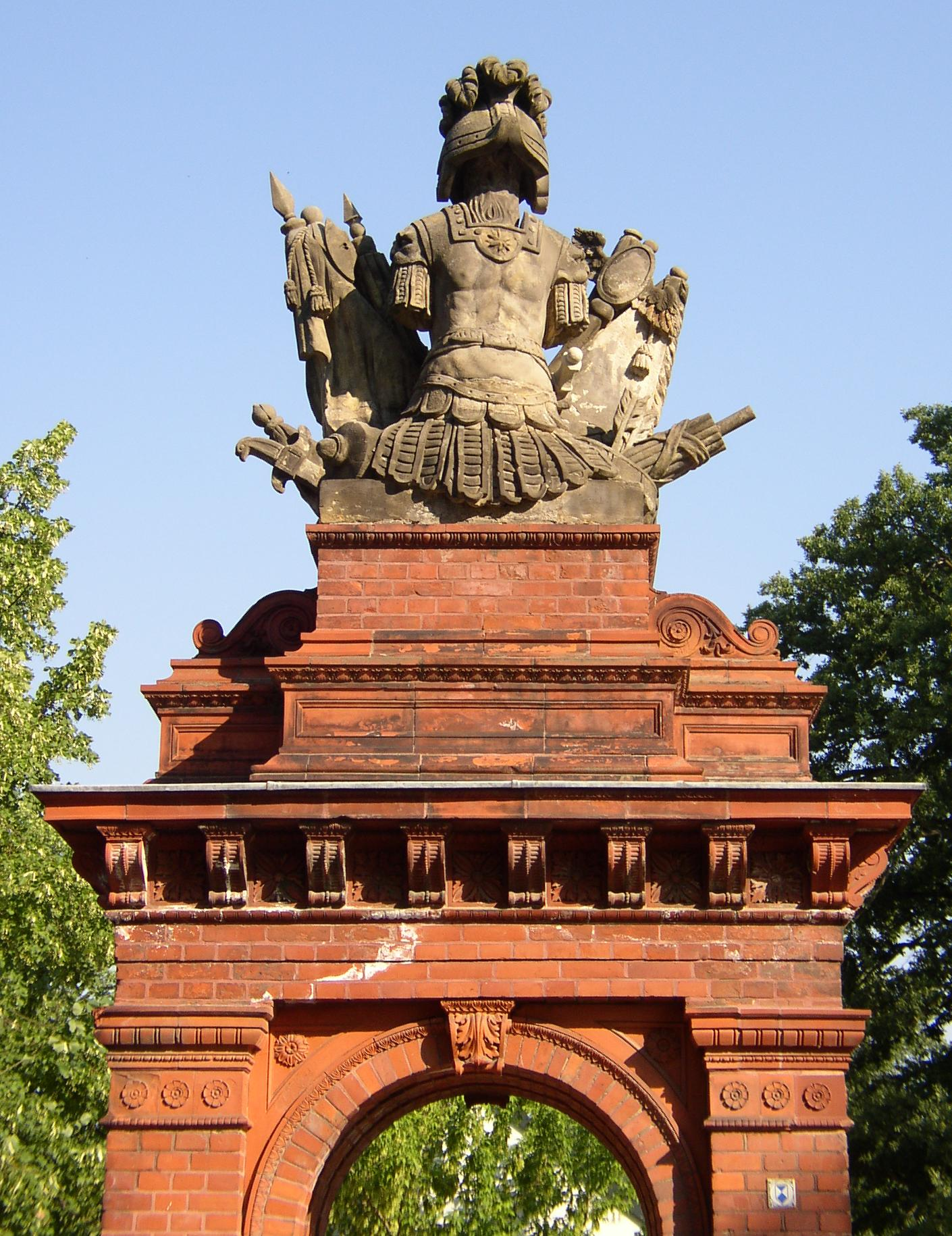
Trophée sur le portail de Groß Behnitz

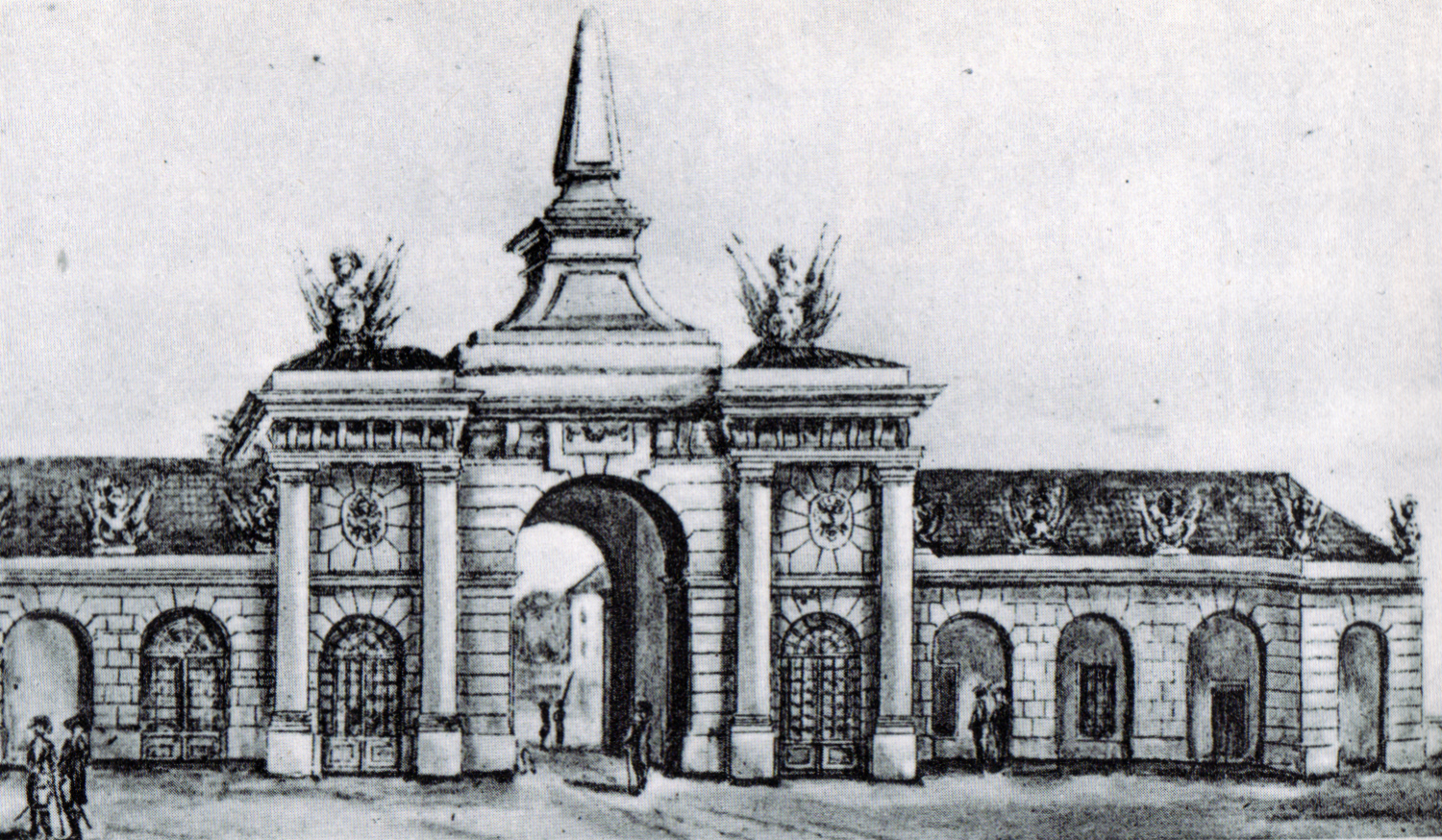
La porte d'Oranienbourg, vers 1800

La porte d'Oranienbourg est situé sur la Friedrichstraße, initialement au nord de la Linienstraße (de). L'Oranienburger Straße mène en diagonale vers la porte. Plus tard, le mur d'accise et avec lui la porte sont déplacés vers la Torstraße. La zone à l'intérieur du mur d'accise s'appelle Spandauer Vorstadt (de), la zone à l'extérieur d'Oranienburger Vorstadt. Seul un pignon en plâtre coloré rappelle le bâtiment historique.

## Histoire
En 1705, une palissade est construite le long de la Linienstraße, qui est intégrée au mur d'accise de 1734 à 1736. Depuis lors, il y a la porte d'Oranienbourg sur l'artère menant à Oranienbourg. En 1787/1788, un nouveau bâtiment représentatif est construit à sa place par Carl von Gontard. Il a la forme d'un arc de triomphe romain, doté de deux passages plus petits pour les piétons de chaque côté et d'un passage plus large pour les véhicules au milieu.
Après la levée du mur d'accise et l'agrandissement de la ville à plusieurs reprises, la porte est démolie avec d'autres portes en 1867 pour constituer un obstacle à la circulation. Albert Borsig (de) (1829-1878) - fils d'August Borsig (1804-1854) et propriétaire de l'usine de locomotives située à l'angle de la rue opposée - acquiert deux trophées en grès provenant des décorations du portail et les place sur les piliers en brique du portail d'entrée de son domaine de Groß Behnitz (de) nouvellement acquis (de l'ancien château d'Itzenplitz) à Groß Behnitz dans le pays de l'Havel. Ce portail est restauré vers 1980.